# Зона свободы слова

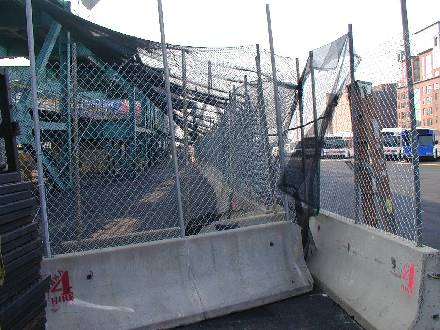
«Зона свободы слова» на Демократическом национальном съезде (Бостон, 2004 г.)

Зоны свободы слова (англ. Free speech zones) — это огороженные участки в общественных местах, предназначенные для осуществления права людей свободно выражать своё мнение в США. Они также известны, как «Зоны действия Первой поправки», «Загоны свободы слова» или «Зоны протеста» (First Amendment Zones, Free speech cages, Protest zones). «Зоны свободы слова» активно использовались администрацией Джорджа Буша для подавления несогласия демонстрантов, окружающих президента во время его поездок. Секретная служба США (United States Secret Service) в установленном порядке перемещает протестующих в специально отведённые огороженные участки, удалённые от мест, посещаемых представителями администрации Буша. Ранее Верховный Суд США постановил, что ограничения не могут касаться содержания высказываний, что ставит под сомнение подобную практику.

## История
В ходе массовых беспорядков, сопровождавших Конференцию Министров ВТО в Сиэтле в 1999 году, реакция властей на акции протеста заметно изменилась. «Национальная Гильдия Адвокатов США (National Lawyers Guild), которая 35 лет отслеживает действие Первой поправки, засвидетельствовала серьёзную перемену в обращении полиции с протестующими по политическим мотивам со времени ноябрьской Конференции ВТО 1999 года в Сиэтле. В ходе последующих встреч в Вашингтоне, Детройте, Филадельфии, Лос-Анджелесе, Майами, Чикаго, Портленде и Детройте стала очевидной практика нарушения прав, гарантируемых Первой поправкой».
Зоны свободы слова использовались в 2004 году в Бостоне на «Демократическом Национальном Съезде» (Democratic National Convention) после попытки не допустить протестующих в деловую часть Бостона, которая потерпела провал из-за резкой критики в СМИ. Зоны свободы слова, созданные властями в Бостоне, были огорожены бетонными стенами и находились вне видимости из центра Флота, где проходил Съезд. Критики употребляли словосочетания «загон для протестующих» или «Бостонский рентген» («protest pen», «Boston’s Camp X-Ray»).
В 2004 году в Бостоне, уже на «Республиканском Национальном Съезде» (Republican National Convention) зоны свободы слова снова использовались в подобных целях.
Последними примерами могут служить зоны свободы слова, созданные Секретной службой, осматривающей места, где президент США собирается выступать или через которые он будет проходить. Службы безопасности отслеживают владельцев знаков или транспарантов, направленных против Джорджа Буша и сопровождают их в зоны свободы слова, где демонстранты находятся до окончания политического мероприятия. Местные власти часто препятствуют репортёрам снимать этих людей или разговаривать с ними внутри зон. Протестующие, которые отказываются идти в зону свободы слова, часто арестовываются, после чего им предъявляется обвинение в правонарушении, нарушении общественного порядка и сопротивлении аресту. Также применяется редко используемый федеральный закон, запрещающий «преднамеренно и сознательно входить на (или оставаться там, где находится) … любой объявленный, оцепленный, или иным образом ограниченный участок здания или земли, который временно посещает или будет посещать Президент или иное лицо, охраняемое Секретной службой».

## Законность
Верховный суд США постановил, что пикетирование и демонстрации в общественных местах в некоторой степени защищены Первой поправкой, но менее, чем просто высказывания, поскольку они обладают физическим характером. Однако, их регулирование не может касаться содержания [высказываний]. Несмотря на это, Секретная служба регулярно отслеживает только протестующих.
«Эти зоны [свободы слова] регулярно используются для того, чтобы протестующие не попадали в поле зрения президента и СМИ, освещающих событие. Когда Буш посетил Питтсбург в День труда в 2002 году, 65-летний Билл Нил (Bill Neel), бывший рабочий стальной отрасли, был на встрече, чтобы приветствовать президента плакатом, гласящим, 'Семья Буша наверняка должна любить бедных, она сделала ими очень многих из нас'. Местная полиция, по указанию Секретной службы, подготовила 'назначенную зону свободы слова' на бейсбольном поле, окружённую забором из металлической сетки в трети мили от места выступления Буша. Полиция расчистила путь для президентского кортежа от всех плакатов с критикой, в то время, как парням с плакатами в поддержку Буша было разрешено стоять по обеим сторонам пути… Полицейский детектив Джон Янакьоне (John Ianachione) подтвердил, что Секретная служба сказала местной полиции ограничить 'людей, которые выступали с утверждениями, направленными против президента и его взглядов'». Судья в этом деле отклонил обвинения, заявив «Это Америка, я полагаю. Что же случилось с „Я не согласен с вами, но я готов умереть, защищая ваше право говорить это“?»
В другом происшествии в Южной Каролине, Бретт Бёрси (Brett Bursey) с плакатом, выражающим протест против приезда Буша был единственным, выделенным из толпы в несколько тысяч человек. Когда он отказался идти в зону свободы слова в полумиле оттуда, он был арестован и обвинён в правонарушении полицией Южной Каролины. «Бёрси сказал, что когда он спросил полицейского 'это из-за содержания моего плаката?', тот ответил 'Да, сэр, проблема именно с содержанием вашего плаката'». Однако, обвинений в этом правонарушении не последовало. Вместо этого Бёрси был обвинён федеральной властью в нарушении федерального закона, позволяющего Секретной службе ограничивать доступ к местам, посещаемым президентом. Бёрси грозило наказание в виде шести месяцев тюремного заключения и штраф в 5000 долларов. После судебного разбирательства, Бёрси был признан виновным в правонарушении (trespassing), но судья квалифицировал нарушение, как сравнительно мелкое и приговорил обвиняемого к штрафу в 500 долларов. Бёрси подал апелляцию и проиграл.

## Критика

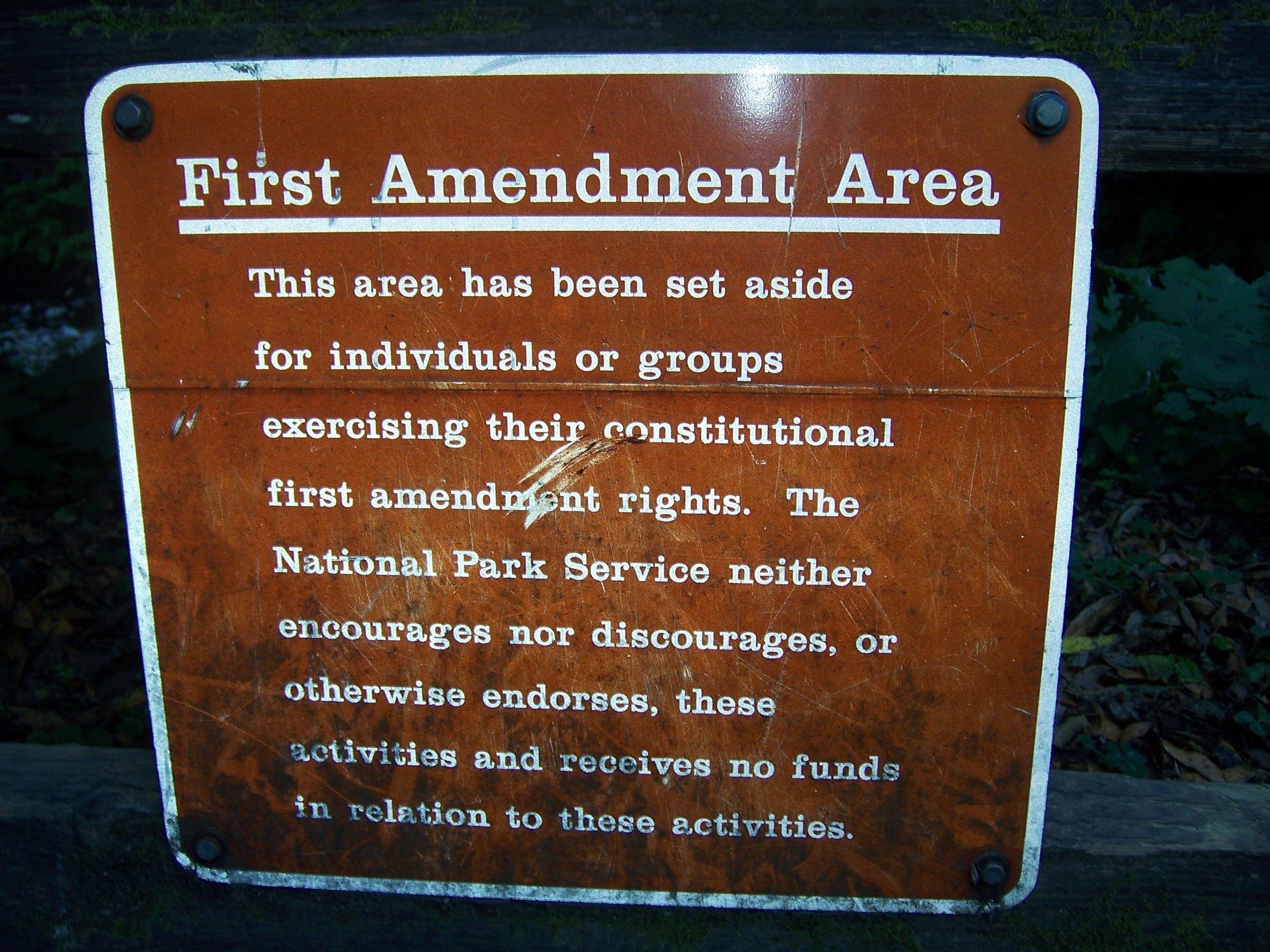
«Территория Первой поправки» у памятника «Muir Woods National Monument»

Борцы за права человека утверждают, что зоны свободы слова используются как форма цензуры и управления общественным мнением, для того, чтобы скрыть от людей и должностных лиц существование неприятия официальной политики. Создание этих зон вызывает серьёзную полемику, само их существование является оскорбительным для некоторых людей, утверждающих, что Первая поправка к конституции США делает всю страну неограниченной зоной свободы слова. Департамент Безопасности (Department of Homeland Security) «зашёл так далеко, что предписывает местным полицейским управлениям рассматривать самих критиков [кампании] „Война с терроризмом“ как потенциальных террористов» .
Администрация Буша была подвергнута критике обозревателем «The American Conservative» Джеймсом Бовардом (James Bovard) за то, что протестующих вынуждают находится в предписанной зоне, в то время, как сторонникам разрешен доступ к большим территориям. По данным «Chicago Tribune», «Американский Союз Гражданских Свобод» (American Civil Liberties Union) просил федеральный суд в Вашингтоне воспрепятствовать практике Секретной службы удерживать протестующих против Буша вдали от мест его выступлений, разрешая при этом сторонникам демонстрировать свои плакаты в непосредственной близости, где они наверняка будут замечены новостными СМИ. В отношении зон свободы слова судья Окружного Суда США Дуглас Вудлок (Douglas Woodlock) заметил, что «One cannot conceive of what other design elements could be put into a space to create a more symbolic affront to the role of free expression» (в вольном переводе - «Невозможно представить себе пространственный символ, который бы сильнее отрицал свободу самовыражения»[требуется точный перевод]).
Предварительный план Демократического национального съезда 2004 года был подвергнут критике Национальной гильдией адвокатов" и Американским союзом гражданских свобод (ACLU) Массачусетса как неподготовленный к масштабу возможных акций протеста. По сведениям «Boston Globe», «Зона сможет вместить всего лишь 400 из несколько тысяч возможных протестующих, ожидаемых в Бостоне в конце июля».

## Упоминания в художественных произведениях
Зоны свободы слова нашли отражение в вымышленном судебном деле в телевизионном шоу «The Practice». Они также пародировались в эпизоде «Whistler’s Mother» комедийного телевизионного сериала «Arrested Development».